# Melbourne Jazz Festival
Das Melbourne International Jazz Festival ist ein jährlich zwei Wochen im Juni in Melbourne stattfindendes Jazz-Festival. Es besteht mit einigen Unterbrechungen seit 1998.
Auftrittsorte sind über die Stadt verstreut, darunter sowohl Konzerthallen als auch Clubs.
Es traten unter anderem Chick Corea, Gary Burton, Branford Marsalis, Mark Murphy, Brad Mehldau, Dave Liebman, Pharoah Sanders, McCoy Tyner, Abdullah Ibrahim, James Morrison, Cindy Blackman, Bill Frisell, Terence Blanchard, Bill Frisell,  Charles Lloyd, Peter Brötzmann, Han Bennink, John Abercrombie, Avishai Cohen, Sonny Rollins (2011), Joshua Redman, Charlie Haden und Vijay Iyer auf.
2012 traten McCoy Tyner mit Chris Potter und José James auf, Dee Dee Bridgewater, Patti Austin, Dr. Lonnie Smith, Hiromi Uehara und Terence Blanchard.
2013 traten Cassandra Wilson, Christian McBride, Mike Stern, Chucho Valdés, Kneebody, Maria Schneider mit Darcy James Argue und dem Jazzgroove Mothership Orchestra, James Carter auf.
Die künstlerische Leitung übernahm Ende 2006 Albert Dadon (der seit 2004 Vorsitzender der Festival-Gesellschaft war), nachdem vorher ein Jahr Carlo Pagnotta (Leiter des Umbria Jazz) sein Glück versucht hatte. Man war unzufrieden über die Balance des Festivals in Bezug auf australische Musiker.